# Ок-Теди (река)
Ок-Теди (англ. Ok Tedi river) — река на острове Новая Гвинея. Большей частью протекает по территории Папуа — Новой Гвинеи и только на участке длиной около 1 км пересекает границу с Индонезией. У истока реки находится крупное месторождение меди и золота. На берегах реки находится крупнейший город Западной Провинции — Табубил.
Длина реки — 185 км. Высота истока — 1619 м над уровнем моря.

## Описание

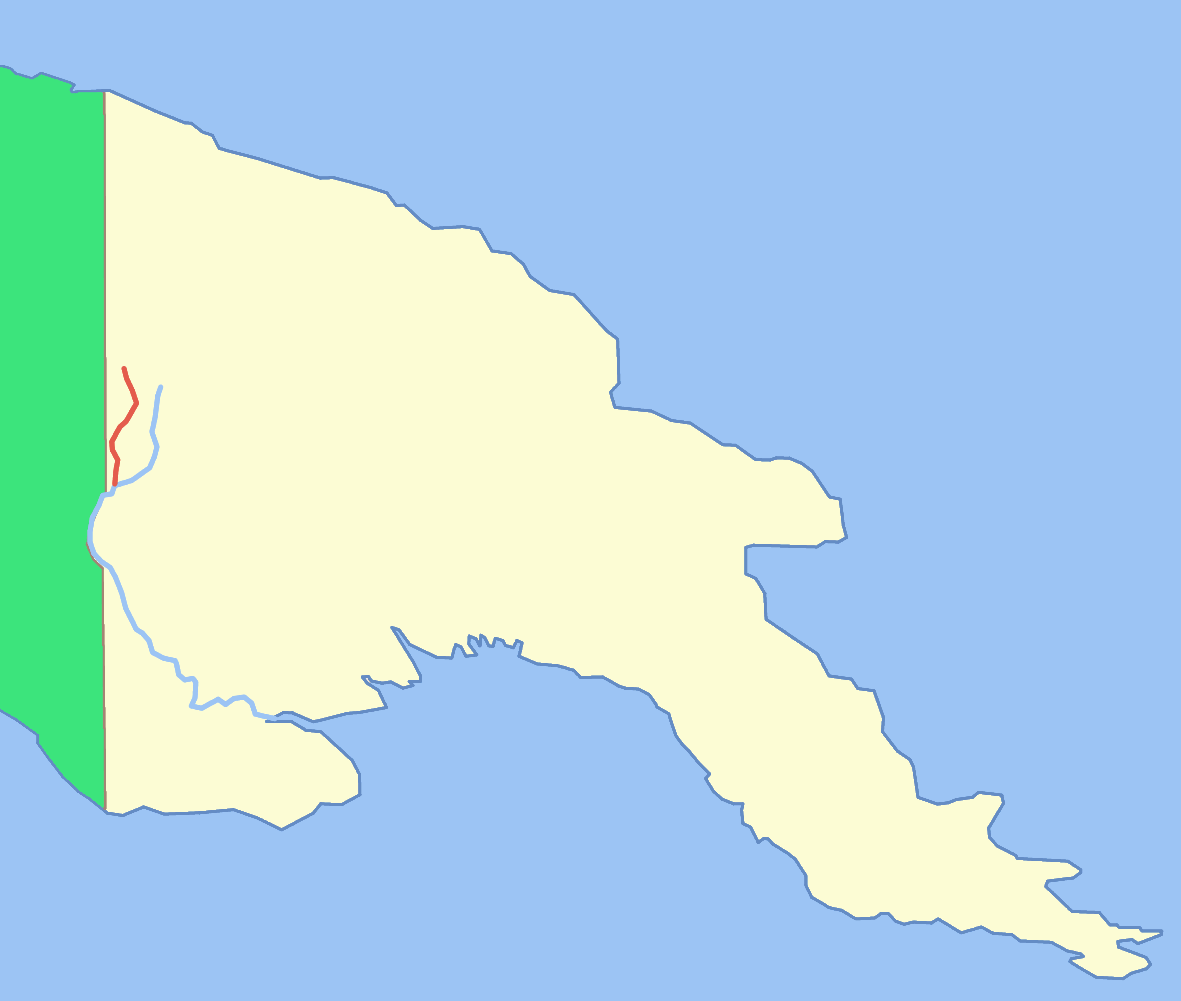

Название Ок-Теди было дано реке представителями папуасского племени йонггом, которое проживает на правом берегу реки. Ок в переводе с одного из местных языков означает вода, река. Европейский первооткрыватель Луиджи д’Альбертис назвал эту реку «Элис» (англ. Alice River). Ок-Теди является правым притоком реки Флай.
Течение реки очень быстрое и с большим расходом воды. Дно и берега реки песчанисты, и река может непредсказуемо изменить русло. Большое количество осадков в районе течения реки делает её одной из самых полноводных и быстрых рек в мире. Рёв реки слышен за много километров от неё даже через плотные джунгли. Наиболее крупным притоком является река Бирим.
С 1985 года местные компании, занимающиеся разработками золота и меди в месторождении Ок-Теди, осуществляют промышленные выбросы в реку, подвергая её сильному загрязнению. К 1992 году в неё было сброшено около 501 млн тонн седиментов, связанных с горнодобывающей промышленностью. В результате местной экосистеме был нанесён огромный ущерб. В 1990-х годах против горнодобывающей компании BHP Billiton различными организациями по защите окружающей среды была начата разоблачительная кампания, в результате местному населению по мировой сделке было выплачено US$28,6 млн. Тем не менее местный рудник «Ок-Теди» не был закрыт (это планируется сделать только в 2012 году), и загрязнение реки продолжается. Хотя, по решению суда, администрация рудника обязана очистить загрязнения до 2013 года. Согласно оценкам экспертов, для полной очистки реки от токсических отходов потребуется около 300 лет.